# Fāhefa
Fāhefa es una localidad del distrito de Kolovai, en Tonga. Tiene una población de 489 habitantes en 2021.